# Христо Христов (генерал-лейтенант)
Вижте пояснителната страница за други личности с името Христо Христов.
Христо Георгиев Христов е български офицер, генерал-лейтенант.

## Биография
Роден е на 7 април 1931 г. в град Враца. През 1949 г. завършва средното си образование във Враца. От 1950 до 1951 г. по поръчение на РМС учи в Школата за запасни офицери във Велико Търново. След завършването е произведен в чин „лейтенант“. Службата си започва като командир на взвод в мотострелковия полк във Враца. След това последователно е началник-щаб на батальон и заместник началник-щаб на четиридесет и девети мотострелкови полк в Симеоновград. От 1956 г. е помощник-началник на Оперативното управление на втора мотострелкова дивизия. Между 1968 и 1971 г. учи във Военната академия „Г.С.Раковски“ в София. След като завършва е назначен в Оперативното управление на Генералния щаб на българската армия. През 1973 г. се създава Командване на Сухопътни войски (КСВ), а Христов е назначен в Оперативното управление на КСВ. Между 1974 и 1976 г. учи във Военната академия на Генералния щаб на армията на СССР. В периода 1982 – 1984 г. е началник на катедра „Оперативно изкуство“ във Военната академия в София. От февруари 1984 г. е началник на Оперативното управление на КСВ. От есента на 1984 е генерал-майор, а от 1987 г. генерал-лейтенант. През 1987 г. е назначен за началник-щаб на Сухопътни войски. През 1991 г. е назначен за началник на Военната академия „Г.С.Раковски“. Остава на тази позиция до 17 юли 1992 г., когато излиза в запаса. Ръководи научни колективи във Военната академия, които през 1983 г. печелят наградата „Раковски“, а през 1986 г. първо място във Въоръжените сили на Варшавския договор. Член е на Съюза на офицерите, сержантите от запаса и резерва (СОСЗР). Бил е член на Централния съвет и председател на Контралната му комисия. През 1997 г. се създава клуб КСВ в СОСЗР, на който в определен период е заместник-председател и председател.

## Образование
- Школа за запасни офицери (1950 – 1951)
- Военна академия „Георги Раковски“ (1968 – 1971)
- Военна академия на Генералния щаб на въоръжените сили на СССР, Русия (1974 – 1976)